# اللوبي النسوي النرويجي
التجمع النسوي النرويجي (NWL ، النرويجية: Norges kvinnelobby) هي منظمة سياسية مستقلة للدفاع عن حقوق الإنسان، وهي المنظمة المظلة لمؤسسات حقوق المرأة النرويجية. وهدفها الأساسي هو القضاء على جميع أشكال التمييز ضد النساء والفتيات على أساس اتفاقية القضاء على جميع أشكال التمييز ضد المرأة، ومنهاج عمل بيجين وغير ذلك من الاتفاقات الدولية الأساسية المتعلقة بحقوق المرأة. وهي تعمل على دمج منظور المرأة في جميع العمليات السياسية والاقتصادية والاجتماعية.
تضم جماعة ضغط النساء النرويجية عشر منظمات عضوية وقد تأسست في عام 2014 من قبل المنظمات النسائية النرويجية بناء على مبادرة من Torild Skard ، الرئيس السابق لليونيسيف، ووفقًا لتوصيات لجنة المساواة بين الجنسين التي عينتها الحكومة. الرئيس الحالي هو راجنهيلد هينوم، أستاذ القانون العام ورئيس الجامعة في جامعة أوسلو.

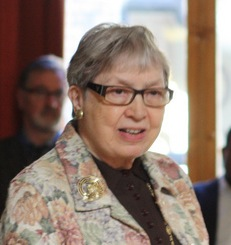
Torild Skard, the former Chairman of يونيسف, initiated the establishment of the Norwegian Women's Lobby

## التاريخ والتنظيم
تأسست لوبي النساء النرويجي في 27 يناير 2014 من قبل ثماني منظمات لحقوق المرأة على مستوى البلاد وقد تابعت المؤسسة عدة سنوات من المناقشة السابقة في الحركة النسائية النرويجية، حيث كان Torild Skard ، الرئيس السابق لليونيسيف، هو المؤيد الرئيسي للتأسيس. لدى المنظمة حاليا عشر منظمات أعضاء. وكان تأسيسها وفقاً لتوصيات لجنة المساواة بين الجنسين التي عينتها الحكومة (التي يرأسها Hege Skjeie) في عام 2010 وقد تم تصميمه على غرار منظمات مشابهة في بلدان أخرى، لا سيما ردهة النساء السويديات ولوبي النساء الأوروبيات على مستوى الاتحاد الأوروبي. وكان أول رئيس هو Margunn Bjørnholt والنائب الأول للرئيس فخره سليمي. في عام 2017، تم انتخاب راجنهيلد هينوم رئيسًا للمنظمة.
تهدف المنظمة إلى تعزيز حقوق الإنسان للمرأة، على أساس اتفاقية الأمم المتحدة للقضاء على جميع أشكال التمييز ضد المرأة، ومنهاج عمل بكين  وغيرها من الاتفاقيات الدولية الأساسية وتشمل المنظمات الأعضاء فيها جميع منظمات حقوق المرأة الهامة في النرويج، وهي تناصر حقوق الإنسان للمرأة منذ عام 1884 ؛ وصفت المؤسّسات المؤسّسة للمساواة ومناهضة التمييز Sunniva Ørstavik المؤسّسات المؤسّسة بأنها «أساس الجهود لتعزيز حقوق النساء في النرويج.» كمنظمة مظلة للمجتمع المدني، لا يقبل لوبي النساء النروجيّ سوى المنظمات غير الحزبية أفراد. يقود اللوبي النسائي النرويجي قيادة سياسية منتخبة، هي المجلس التنفيذي. يتم تقديم النصح للمنظمة من قبل هيئة خبراء مستقلة، هي لجنة الخبراء.
يركز اللوبي النسوي النرويجي بشكل خاص على منظومة الأمم المتحدة ويقوم بإعداد تقارير الظل إلى لجنة الأمم المتحدة للقضاء على التمييز ضد المرأة بشأن تنفيذ النرويج لاتفاقية القضاء على جميع أشكال التمييز ضد المرأة؛ تم تنسيق تقرير عام 2017 من قبل قاضية المحكمة العليا كارين بروزيليوس، وهي عضو في لجنة خبراء اللوبي النسائي في اللوبي. وقد بدأت الرابطة النرويجية لحقوق المرأة النرويجية أول تقرير ظل لمنظمة غير حكومية تسمى «سيداو» خلال فترة تولي توريل سكارد منصب الرئيس، وكانت تقارير اللوبي النسائي النرويجي بمثابة استمرار لهذا العمل.
كما تشارك معظم المنظمات الأعضاء في منتدى المرأة والتنمية الذي يركز على قضايا التنمية في الجنوب العالمي. وعلى النقيض من ذلك، فإن لوبي النساء النروجيات يركز بشكل أوسع على قضايا المرأة على المستويين الوطني والدولي.

### المنظمات الأعضاء
- الجمعية النرويجية لحقوق المرأة
- مركز موارد ميرا للنساء السود، اللاجئات والمهاجرات.
- المساعدة القانونية للمرأة
- سكرتارية حركة المأوى
- جمعية المحاميات النرويجيات
- الرابطة النسائية الدولية للسلام والحرية بالنرويج
- جامعة نساء الشمال
- الجبهة النسائية في النرويج
- المجموعة النسوية أوتار

شبكة المرأة السامية.  

### الرؤساء
1. مارجون بيورنهولت 2014-2016 أستاذة وباحثة في المركز النرويجي للدراسات العنف والصدمات النفسية، ورئيسة الجمعية النرويجية لحقوق المرأة
2. غونهيلد فوشيا  2016-2017 محامية، والمديرة التنفيذية السابقة لمنظمة المساعدة القانونية للمرأة.
3. رجنهيلد هينوم  2017- الآن أستاذة القانون العام والنائب الأسبق لعميد جامعة أوسلو، ورئيسة المركز النرويجي لحقوق الإنسان.

#### لجنة الخبراء المعنية بسياسات المرأة والمساواة بين الجنسين
هي عبارة عن لجنة دائمة من الخبراء المكلفين بوضع التوصيات السياسية والتي تؤثر على النساء والفتيات والمساواة بين الجنسين.
وتعمل تحت إشراف منظمة لوبي المرأة النرويجية وترأسها أستاذة علم الاجتماع كاثرين هولست.  
العضوات الأخريات هن قاضية المحكمة العليا  كارين بروزيليون، أستاذة الدراسات الجندرية بباتريس هالسا، أستاذة القانون العام آن هيلوم، أستاذة التاريخ إيرين لارسن، أستاذة العلوم السياسية هيجي سكجي وأخيرًا الرئيس الأسبق للجنة المساواة بين الجنسين والذي عُين من قبل الحكومة.